# Разлив (исторический район)
Разли́в — исторический район в городе Сестрорецке Курортного района Санкт-Петербурга. Расположен между Финским заливом, Водосливным каналом, озером Сестрорецкий Разлив и 3-й Поперечной улицей.
В конце XIX века местность, выделенная в 1879 году на берегу озера Сестрорецкий Разлив рабочим Сестрорецкого оружейного завода для строительства домов, получила название «Но́вые Места́». С открытием в 1894 году Сестрорецкой железнодорожной линии здесь появилась станция Разлив. Наименование станции перешло на посёлок.
Часть посёлка между Финским заливом и Сестрорецкой железнодорожной линией носит название «Гага́рка» — по протекавшей через неё реке Гагарке. По ней называются Гагаринская улица и Гагаринская набережная.
Посёлок Разлив включён в состав Сестрорецка в 1959 году.

## Культурное наследие

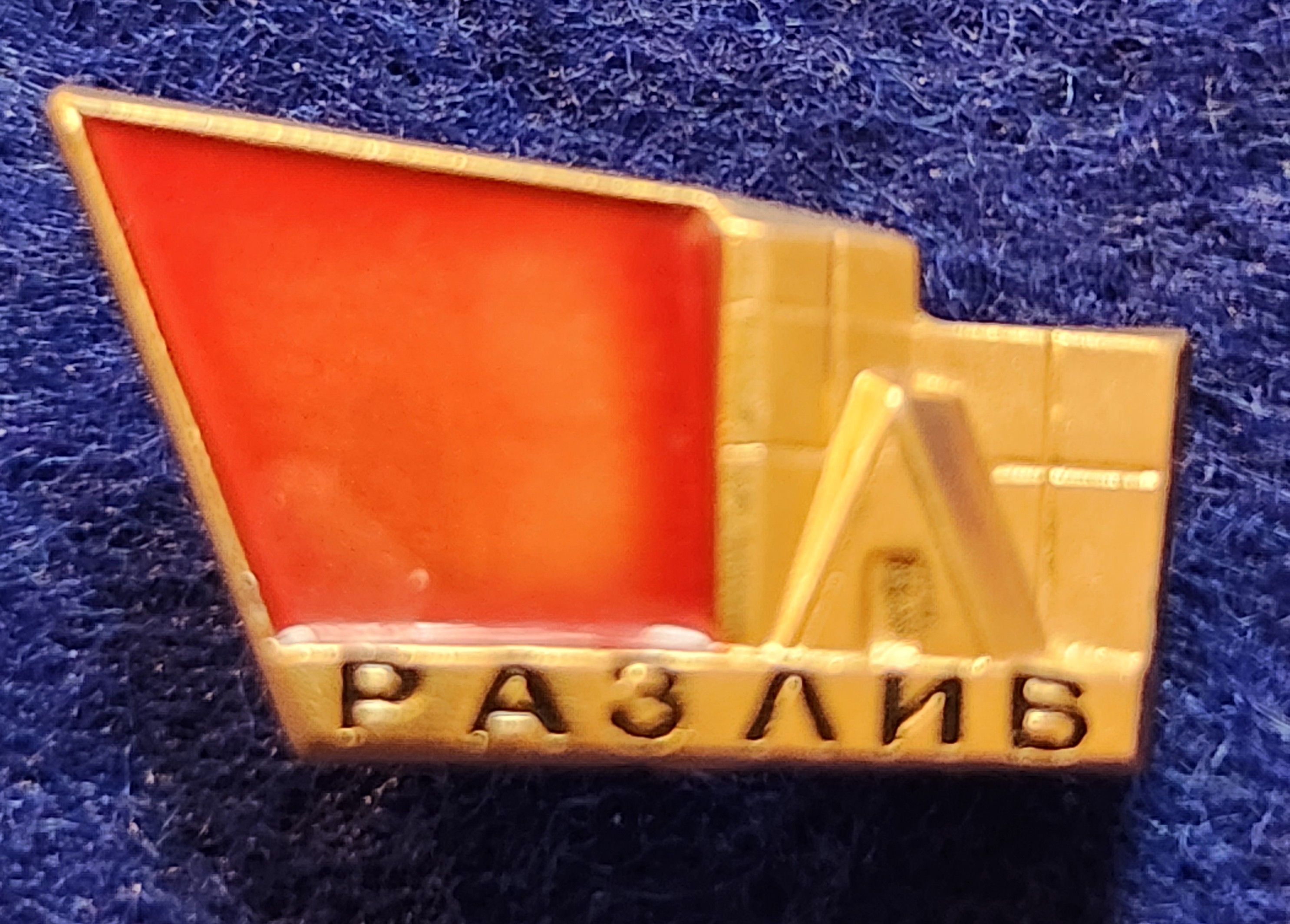
Разлив значок с изображением Шалаша Ленина

В районе находится музейный комплекс «Шалаш Ленина», посвящённый событиям лета 1917 года, когда В. И. Ленин и Г. Е. Зиновьев скрывались от ареста Временным правительством.
В посёлке Разлив в августе 1936 года поэтессой А. А. Ахматовой было написано стихотворение «Данте».
В 1946—1948 годах в Разливе, в основном на 2-й Тарховской улице, снимали дачи писатели М. М. Зощенко, Д. А. Гранин, В. К. Кетлинская, балерина Т. М. Вечеслова, вратарь и спортивный комментатор В. С. Набутов.
В одну из последних суббот августа в Разливе с 2007 года проводится День посёлка, в котором участвуют жители посёлка и многочисленные гости. Наибольшим интересом пользуются традиционные экспозиции на основе семейных архивов.